# Tuyên ngôn độc lập Phần Lan
Tuyên ngôn độc lập Phần Lan (tiếng Phần Lan: Suomen itsenäisyysjulistus; tiếng Thụy Điển: Finlands självständighetsförklaring; tiếng Nga: Провозглашение независимости Финляндии) là một văn kiện được Quốc hội Phần Lan thông qua vào ngày 6 tháng 12 năm 1917, tuyên bố thành lập nước Cộng hoà Phần Lan độc lập và chấm dứt sự tồn tại của Đại công quốc Phần Lan với danh nghĩa là quốc gia tự trị thuộc Nga sau khi chính phủ Bolshevik lên nắm quyền vào tháng 10 năm 1917.
Việc tuyên bố độc lập là một phần trong quá trình trường kỳ đấu tranh để giành quyền độc lập cho đất nước Phần Lan. Mỗi năm tại Phần Lan, Nhà nước và nhân dân đều kỷ niệm ngày bản tuyên ngôn trên được Quốc hội thông qua với tên gọi là Ngày Độc lập.

## Bối cảnh

### Cách mạng Nga

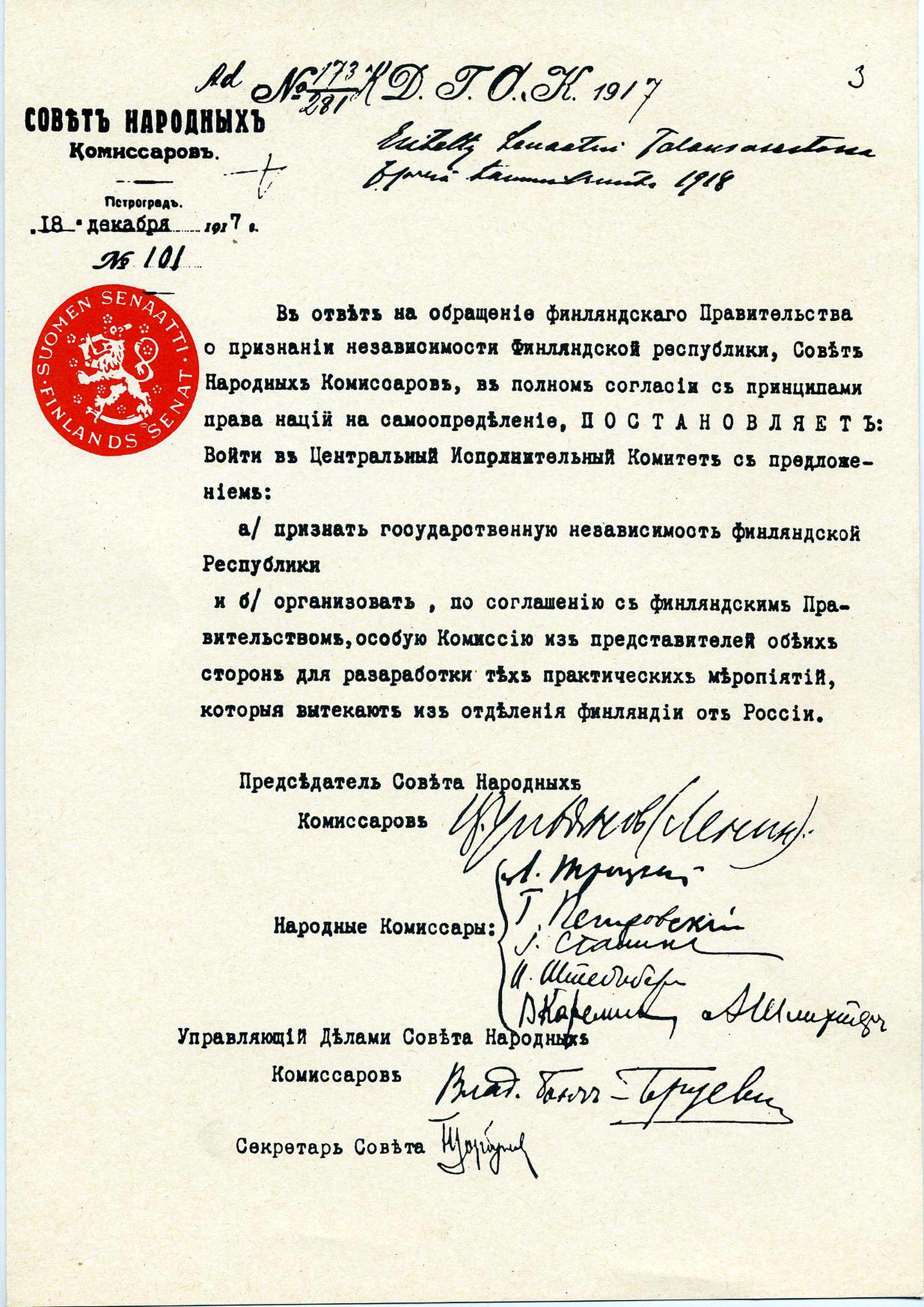
Nghị định của Hội đồng Dân ủy Nga Xô-viết về việc chấp thuận nền độc lập của Phần Lan

Cách mạng Tháng Hai thành công đã dẫn tới sự kiện Sa hoàng Nikolai II kiêm Đại Thân vương Phần Lan thoái vị. Vì thế theo quan điểm Helsinki thì vào ngày 15 tháng 3 năm 1917 (lịch Julius: 2 tháng 3), chế độ bang liên đồng chủ giữa Nga và Phần Lan đã mất đi một trụ cột pháp lý quan trọng. Chính quyền Phần Lan và Chính phủ Lâm thời của Nga từng thực hiện nhiều cuộc trao đổi và thương lượng.
Kết quả từ những nỗ lực trên là một đề xuất đã được Chính phủ Lâm thời Nga phê chuẩn. Tuy nhiên, đề xuất trên bị Quốc hội Phần Lan sửa đổi đáng kể và đưa ra để nghị sĩ Quốc hội biểu quyết với tên gọi là Luật về Quyền lực (tiếng Phần Lan: Valtalaki, tiếng Thụy Điển: Maktlagen), theo đó quy định Quốc hội Phần Lan nắm giữ quyền lực thuộc nhánh lập pháp liên quan đến tất cả các lĩnh vực ngoại trừ chính sách đối ngoại và quân sự, đồng thời nhấn mạnh rằng quyền giải thể Quốc hội Phần Lan thuộc về Quốc hội Phần Lan. Vào thời điểm biểu quyết, có luồng ý kiến cho rằng Chính phủ Lâm thời Nga có khả năng bị lật đổ một cách nhanh chóng trong một cuộc nổi dậy tại thành phố Petrograd. Tuy nhiên, điều ngược lại đã xảy ra. Chính phủ Lâm thời Nga đã dẹp được cuộc khởi nghĩa, không thông qua Luật về Quyền lực và giải tán Quốc hội Phần Lan.
Sau khi hoàn thành tổng tuyển cử tại Phần Lan và chứng kiến sự thất thủ của Chính phủ Lâm thời Nga trong cuộc Cách mạng Tháng Mười, Quốc hội Đại công quốc Phần Lan đã quyết định thành lập Hội đồng nhiếp chính gồm ba thành viên, dựa vào Hiến pháp Phần Lan mà chính xác hơn là vào khoản §38 trong Văn kiện về Tổ chức chính quyền năm 1772 của Thụy Điển, được Quốc hội Thụy Điển phục hồi hiệu lực sau khi vua Gustav III bị lật đổ trong một cuộc cách mạng ôn hoà. Khoản này quy định cách thức bầu chọn ra một vị quân chủ mới khi dòng máu hoàng tộc bị đứt đoạn, và tại Phần Lan người ta cho rằng điều khoản này trao chủ quyền tối cao trong thời kỳ không có người đứng đầu nhà nước cho Hội nghị các đẳng cấp, mà hậu thân là Quốc hội Phần Lan. Các thành viên Hội đồng Nhiếp chính không được bầu lên do sự phản đối mạnh mẽ cũng như các cuộc tổng đình công của phong trào Xã hội chủ nghĩa, buộc Hội đồng nhiếp chính Phần Lan phải có thêm nhiều động thái cực đoan hơn.
Ngày 15 tháng 11 năm 1917 (lịch Julius: 2 tháng 11), chính phủ Nga Bolshevik ban hành Tuyên ngôn về Quyền của các dân tộc Nga (tiếng Nga: Декларация прав народов России), trong đó nêu ra quyền tự quyết của các dân tộc mà cụ thể là quyền được ly khai hoàn toàn. Cùng ngày, Quốc hội Phần Lan ra một tuyên ngôn, nêu rõ rằng Quốc hội tạm thời nắm giữ mọi quyền lực của Đại Thân vương Phần Lan.

Lúc này, Văn kiện về Tổ chức chính quyền năm 1772 của Thụy Điển không còn phù hợp với bối cảnh mới. Giới lãnh đạo từ lâu đã coi chế độ quân chủ và giai cấp quý tộc cha truyền con nối là lỗi thời, đồng thời ủng hộ việc thành lập một nền cộng hòa tại Phần Lan.

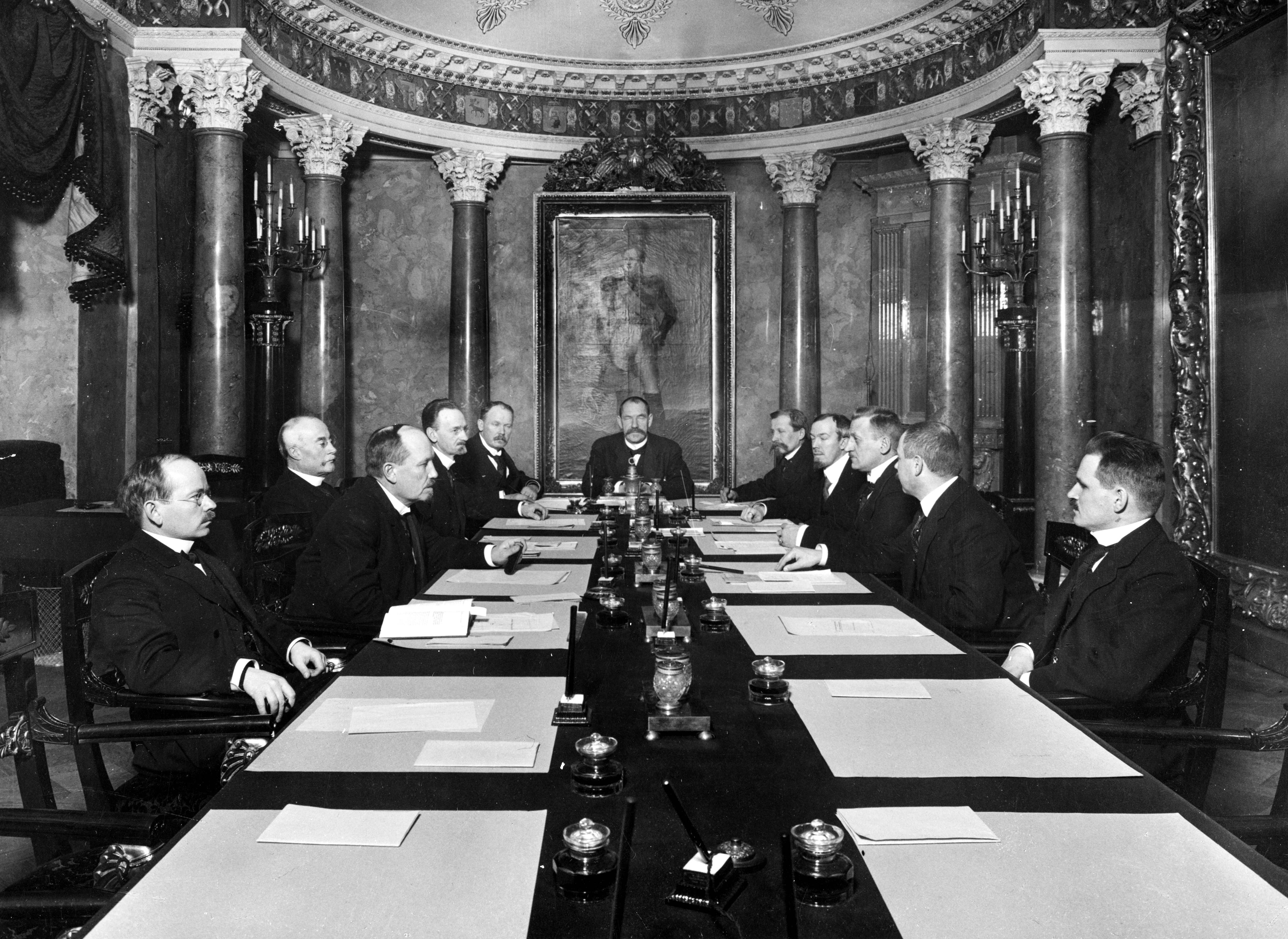
Thượng viện Phần Lan năm 1917, với chủ tọa là Thủ tướng P. E. Svinhufvud. Ảnh chụp cho thấy bức chân dung của Sa hoàng Aleksandr I của Nga vẫn còn được treo trên tường.

### Độc lập
Thượng viện Phần Lan – do Quốc hội bổ nhiệm vào tháng 11, đã tiến hành soạn ra dự thảo Tuyên ngôn độc lập và dự thảo Văn kiện về Tổ chức chính quyền (Hiến pháp) cho nền cộng hòa mới. Vào ngày 4 tháng 12 năm 1917, Chủ tịch Thượng viện (tức Thủ tướng) Phần Lan P. E. Svinhufvud đã đọc bản Tuyên ngôn độc lập trước Quốc hội. Bản Tuyên ngôn độc lập được viết dưới dạng phần mở đầu của Văn kiện về Tổ chức chính quyền và được Quốc hội thông qua vào ngày 6 tháng 12 năm 1917.
Ngày 18 tháng 12 cùng năm (lịch Julius: 31 tháng 12), Hội đồng Dân uỷ Nga Xô-viết đã ban hành một sắc lệnh về việc công nhận Phần Lan là một nước độc lập. Đến ngày 22 tháng 12 năm 1917 (lịch Julius: 4 tháng 1), Ủy ban Chấp hành Trung ương toàn Nga – cơ quan hành pháp tối cao của nhà nước Xô-viết – đã thông qua sắc lệnh này.

## Bản Tuyên ngôn và ngày 15 tháng 11
Dẫn chứng bản Tuyên ngôn ngày 15 tháng 11 về quyền tự do của các dân tộc Nga:
Nhân dân Phần Lan, bằng bước tiến này, đã tự mình nắm lấy số phận của mình; một bước tiến vừa hợp lý vừa tất yếu trong điều kiện hiện tại. Nhân dân Phần Lan cảm nhận sâu sắc rằng họ không thể thực hiện được các nghĩa vụ dân tộc và nghĩa vụ quốc tế khi đất nước chưa được độc lập hoàn toàn. Niềm khát khao tự do từ thế kỷ trước—nay đang chờ được thoả mãn; Nhân dân Phần Lan, một dân tộc tự do cùng tiến bước với các dân tộc trên thế giới

(...) Nhân dân Phần Lan dám tự tin chờ đợi ngày các dân tộc khác trên thế giới thừa nhận rằng với nền độc lập và tự do hoàn toàn của mình, người dân Phần Lan có thể nỗ lực hết mình để thực hiện những ý định đó và xứng đáng với một vị trí trong hàng ngũ của các dân tộc văn minh.

### Toàn văn Tuyên ngôn độc lập Phần Lan
Kính gửi nhân dân Phần Lan.

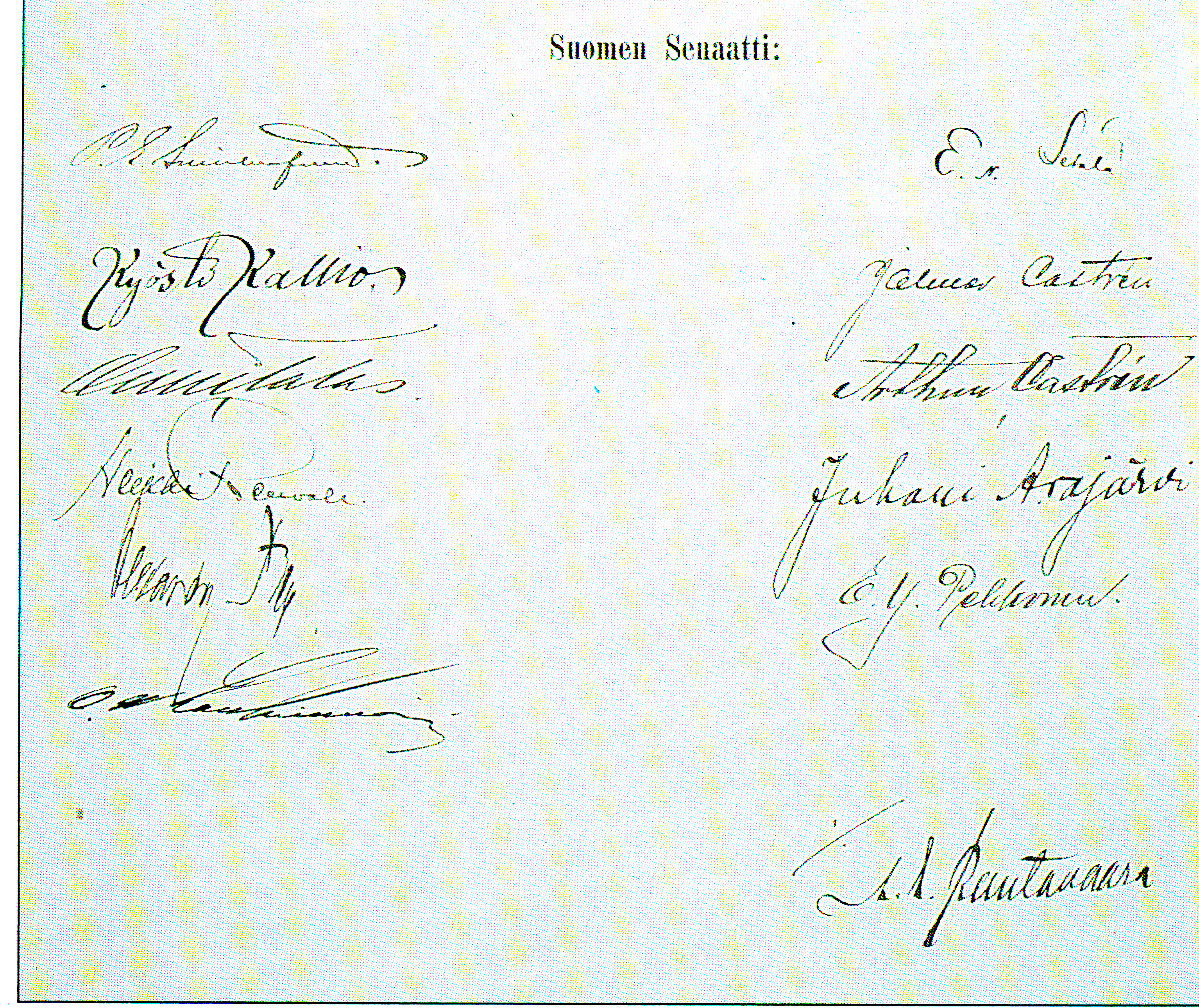
Chữ ký của các thành viên nội các Phần Lan

Vào ngày 15 tháng 11, theo tinh thần ủng hộ Khoản 38 của Hiến pháp, Quốc hội Phần Lan đã tuyên bố trở thành pháp nhân tối cao nắm giữ quyền lực nhà nước và thành lập một Chính phủ quốc gia, với nhiệm vụ chính là hiện thực hoá và bảo vệ nền độc lập cho nhà nước Phần Lan. Nhân dân Phần Lan, bằng bước tiến này, đã tự mình nắm lấy số phận của mình; một bước tiến vừa hợp lý vừa tất yếu trong điều kiện hiện tại. Nhân dân Phần Lan cảm nhận sâu sắc được rằng họ không thể thực hiện được các nghĩa vụ dân tộc và nghĩa vụ quốc tế khi đất nước chưa có được chủ quyền hoàn toàn. Niềm khát khao tự do từ thế kỷ trước—nay đang chờ được thoả mãn; Nhân dân Phần Lan phải tiến lên với tư cách là một quốc gia độc lập cùng với các quốc gia khác trên thế giới.

Việc thực hiện thành công mục tiêu trên chủ yếu cần một số biện pháp từ Quốc hội. Tổ chức chính quyền hiện nay của Phần Lan, hiện đã lỗi thời so với điều kiện cách quan, cần một sự làm mới hoàn toàn và do đó Chính phủ đã được lệnh để đệ trình lên Hội đồng của Quốc hội một bản dự thảo Hiến pháp mới, dựa trên nguyên tắc Phần Lan là một nước cộng hoà có chủ quyền. Xét thấy rằng các đặc điểm quan trọng của chính thể mới phải được hiện thực hoá ngay lập tức, Chính phủ đã đồng thời ban hành một đạo luật về vấn đề này nhằm thoả mãn những nhu cầu canh tân cấp thiết nhất trước khi ban hành Hiến pháp mới.

Mục tiêu ấy cũng đòi hỏi phải có một số biện pháp từ phía Chính phủ. Chính phủ sẽ tiếp cận với các cường quốc nước ngoài để yêu cầu cộng đồng quốc tế quốc tế công nhận nền độc lập của nhà nước Phần Lan. Hiện tại, nhiện vụ này càng trở nên cần thiết hơn khi sức ép do đất nước bị cô lập hoàn toàn, nạn đói và tình trạng thất nghiệp buộc Chính phủ phải thiết lập quan hệ ngoại giao thực tế với các cường quốc nước ngoài nhằm mở một con đường tương trợ với Phần Lan và tận dụng cơ hội đó để đáp ứng nhu cầu cuộc sống, nhập khẩu những hàng hoá thiết yếu đối với lĩnh vực công nghiệp, từ đó đưa Phần Lan thoát khỏi nạn đói đang gần kề và nền công nghiệp trì trệ.

Nhân dân Nga, sau khi lật đổ chế độ Sa hoàng, đã từng có vài lần bày tỏ ý định trao cho nhân dân Phần Lan quyền tự quyết đối với số phận của dân tộc mình dựa vào quá trình phát triển văn hoá dài hàng thế kỷ của nó. Và vượt ra khỏi sự tàn khốc của chiến tranh, đâu đó người ta nghe được một giọng nói, rằng một trong những mục tiêu hiện tại của cuộc chiến là để khẳng định rằng không một quốc gia nào phải làm trái với ý muốn của mình mà bị ép phải lệ thuộc vào một (quốc gia) khác. Nhân dân Phần Lan tin rằng nhân dân Nga tự do cùng với Quốc hội của họ không muốn ngăn cản khát vọng được đứng vào hàng ngũ các quốc gia độc lập của Phần Lan. Đồng thời, nhân dân Phần Lan dám tự tin chờ đợi ngày các dân tộc khác trên thế giới thừa nhận rằng với nền độc lập và tự do hoàn toàn của mình, người dân Phần Lan có thể nỗ lực hết mình để thực hiện những ý định đó và xứng đáng với một vị trí trong hàng ngũ của các dân tộc văn minh.

Chính phủ mong muốn được tuyên bố rộng rãi những lời này để toàn thể công dân Phần Lan đều được biết, đồng thời Chính phủ cũng hướng về Nhân dân, các cơ quan công quyền cũng như tư nhân, kêu gọi tất cả mọi người vì chính mình mà hết lòng giữ gìn (an ninh) trật tự bằng cách thực hiện nghĩa vụ với tổ quốc, dốc hết sức để phấn đấu hoàn thành cho được sứ mệnh chung của dân tộc trong thời điểm hiện tại, mà sứ mệnh ấy thật là hệ trọng và mang tính quyết định. Helsinki, ngày 4 tháng 12 năm 1917.

| Thượng viện Phần Lan: |                  |
| P. E. Svinhufvud.     | E. N. Setälä.    |
| Kyösti Kallio.        | Jalmar Castrén.  |
| Onni Talas.           | Arthur Castrén.  |
| Heikki Renvall.       | Juhani Arajärvi. |
| Alexander Frey.       | E. Y. Pehkonen.  |
| O. W. Louhivuori.     | A. E. Rautavaara |